# Тетраплатинатрилютеций
Тетраплатинатрилютеций — бинарное неорганическое соединение
платины и лютеция
с формулой Lu3Pt4,
кристаллы.

## Получение
- Сплавление стехиометрических количеств чистых веществ:

{\displaystyle {\mathsf {4Pt+3Lu\ {\xrightarrow {1720^{o}C}}\ Lu_{3}Pt_{4}}}}

## Физические свойства
Тетраплатинатрилютеций образует кристаллы
тригональной сингонии,
пространственная группа R 3,
параметры ячейки a = 1,2842 нм, c = 0,5622 нм, Z = 6,
структура типа тетрапалладийтриплутония Pu3Pd4
.
Соединение образуется по перитектической реакции при температуре ≈1720°С .